# LET IT OUT (HYDEの曲)
「LET IT OUT」（レット・イット・アウト）は、日本のロックバンド・L'Arc〜en〜Ciel、VAMPSのボーカリストで、シンガーソングライターであるHYDEの14作目のシングル。表題曲は2020年11月6日に配信発売。フィジカルは2020年11月25日に発売。発売元はVirgin Music。

## 解説
前作「BELIEVING IN MYSELF/INTERPLAY」から約8ヶ月ぶりとなるCDシングル。なお、本作は「ZIPANG」以来6度目となるタイアップ楽曲を含まないシングルとなっている。
本作の表題曲「LET IT OUT」は、ヘヴィメタルとスタジアム・ロックを融合させたようなハードなナンバーであり、2020年9月から開催したライヴ「HYDE LIVE 2020 Jekyll & Hyde」の"Rock Day"初日公演で先行披露されていた楽曲となっている。なお、この曲の歌詞は、2020年から2021年にかけて全世界で蔓延した新型コロナウイルスの影響により、多くの行動規制が敷かれた"コロナ禍の世界"を踏まえ手掛けられている。HYDEは、この曲のリリックについて「あのとき（=前作「BELIEVING IN MYSELF」発売当時）はもっと輝いた未来が見えていましたからね……今は苦しいけど、叫べ！というか、ちょっとした切なさが入ってるんです。音もライブで披露することを想定したテンポ感にしました。ライブでファンの子が目の前で暴れ回ってるのが想像できるし、そんな日が来たとき、一緒につらかったことを全部忘れて叫びたいです」「今の状況が過ぎたあとにライブでファンと一緒に弾けたい気持ちがあって、歌詞にはこの曲でみんな叫ぼうぜという思いを込めました。まずは叫んで、今抱えている思いを全部吐き出せと。これからが始まりという思いもあったので、"目覚めろ""新しくスタートしよう"というメッセージも入れたし」と発売当時のインタビューで語っている。ちなみにこの曲の制作には、Kuboty（ex.TOTALFAT）がコンポーザーとして参加している。
フィジカル発売前の2020年11月6日には、各種音楽配信サイトにおいて、表題曲「LET IT OUT」のダウンロード・ストリーミング先行配信が開始されている。
先行配信から約2週間後の同年11月25日に、初回生産限定盤（CD＋DVD）と通常盤（CD）の2形態でフィジカルが発売された。初回限定盤には表題曲のミュージック・ビデオとドキュメンタリーを収めたDVDが付属している。なお、このミュージック・ビデオはフィジカル発売日に合わせ、公式YouTubeアーティストチャンネルで公開されている。
カップリングには、HYDEが2005年に中島美嘉（NANA starring MIKA NAKASHIMA名義）へ提供した、映画『NANA』の主題歌に使われた楽曲「GLAMOROUS SKY」のセルフカバーが収録されている。この曲のセルフカバーは、HYDEがロック・フェスティバルに出演するにあたりリアレンジされたもので、2009年発売のベストアルバム『HYDE』に収録されたバージョンとは異なるアレンジが施されている。こういった経緯もあり、本作リリース以降にロックフェスに出演した際は、このセルフカバーが頻繁にセットリストに組み込まれている。さらにHYDEは、2022年にソロ名義で開催した対バンツアー「HYDE LIVE 2022 RUMBLE FISH」において、Kj（Dragon Ash）やASH（ASH DA HERO）、aviel（CVLTE）とこの曲をデュエットしている。

## 収録曲
| #  | タイトル          | 作詞                    | 作曲                    | 編曲                    |
| -- | ----------------- | ----------------------- | ----------------------- | ----------------------- |
| 1. | 「LET IT OUT」    | HYDE, Kuboty, Ali, hico | HYDE, Kuboty, Ali, hico | HYDE, Kuboty, Ali, hico |
| 2. | 「GLAMOROUS SKY」 | AI YAZAWA               | HYDE                    | HYDE, PABLO             |

## 初回生産限定盤付属DVD
1. 「LET IT OUT」ミュージックビデオ
ディレクター：ISSEI
2. 「LET IT OUT」 MUSIC VIDEO ドキュメンタリー

## 参加ミュージシャン
LET IT OUT
- HYDE：Vocal, Backing Vocals
- Kuboty：Guitars, Other Instruments
- hico：Other Instruments, Backing Vocals
- Seann Bowe：Backing Vocals
- Yujiro Yonetsu：Recorded
- Yuji Tanaka：Recorded
- Kohei Hatakeyama：Recorded
- Shinichiro Murayama：Recorded
- Josh Wilbur：Mixed
- Chris Anthens：Mastered

GLAMOROUS SKY
- HYDE：Vocal, Backing Vocals
- PABLO：Guitars, Other Instruments, Backing Vocals
- Ali：Bass
- hico：Keyboards
- Yujiro Yonetsu：Recorded
- Toshihiro Watanabe：Mixed
- Chris Anthens：Mastered

## 収録アルバム
- 『HYDE［INSIDE］』 (#1)